# Xiaping (häradshuvudort i Kina, Jiangxi Sheng, lat 26,73, long 114,27)
Xiaping (kinesiska: 厦坪, 井冈山市) är en häradshuvudort i Kina. Den ligger i provinsen Jiangxi, i den sydöstra delen av landet, omkring 270 kilometer sydväst om provinshuvudstaden Nanchang. Antalet invånare är 152 310. Befolkningen består av 75 097 kvinnor och 77 213 män. Barn under 15 år utgör 21,0 %, vuxna 15-64 år 70 %, och äldre över 65 år 8,0 %.
Runt Xiaping är det ganska tätbefolkat, med 166 invånare per kvadratkilometer. Det finns inga andra samhällen i närheten. I omgivningarna runt Xiaping växer i huvudsak blandskog.
Genomsnittlig årsnederbörd är 2 003 millimeter. Den regnigaste månaden är maj, med i genomsnitt 314 mm nederbörd, och den torraste är oktober, med 38 mm nederbörd.